# Storia dell'Arsenal Football Club (1886-1966)
La storia dell'Arsenal Football Club dal 1886 al 1966 fu caratterizzata da due periodi di successo (gli anni trenta e gli anni dai tardi quaranta ai primi cinquanta) e da un periodo di declino, nel corso del quale la squadra occupò le posizioni di metà classifica (gli anni sessanta).
L'Arsenal Football Club fu fondato nel 1886 da un gruppo di operai di Woolwich, South East London. Nel 1891 divenne una formazione professionistica e due anni dopo si affiliò alla Football League. Promossa in First Division nel 1904, fu attanagliata da una serie di problemi finanziari che condussero quasi al fallimento nel 1910. In quell'anno il club fu rilevato da Sir Henry Norris che oltre a migliorare la situazione economica del sodalizio, nel 1913 trasferì la squadra presso l'Arsenal Stadium, ad Highbury, North London. Dopo la prima guerra mondiale, in circostanze controverse, Norris si adoperò per guidare nuovamente il club alla promozione in First Division.
Fu necessario attendere la nomina di Herbert Chapman perché l'Arsenal conoscesse il suo primo periodo di grande successo. Chapman modernizzò e riformò i metodi di allenamento e l'impostazione tattica della squadra in modo decisivo, tanto che sotto la sua guida e quella di George Allison, che gli succedette dopo la sua morte nel 1934, l'Arsenal vinse cinque titoli di First Division e due FA Cup negli anni trenta. Dopo la seconda guerra mondiale Tom Whittaker proseguì sulla strada del successo, conducendo il club alla vittoria di due titoli di First Division e di una FA Cup. Tuttavia, dopo la morte di Whittaker le fortune dell'Arsenal subirono un graduale declino. Nel 1966 la formazione londinese si piazzò a metà classifica ed era a digiuno di trofei da ben tredici anni. Ciò indusse all'esonero dell'allenatore Billy Wright e all'ingaggio di Bertie Mee che avrebbe riportato l'Arsenal sugli scudi.

## Primi anni (1886–1910)

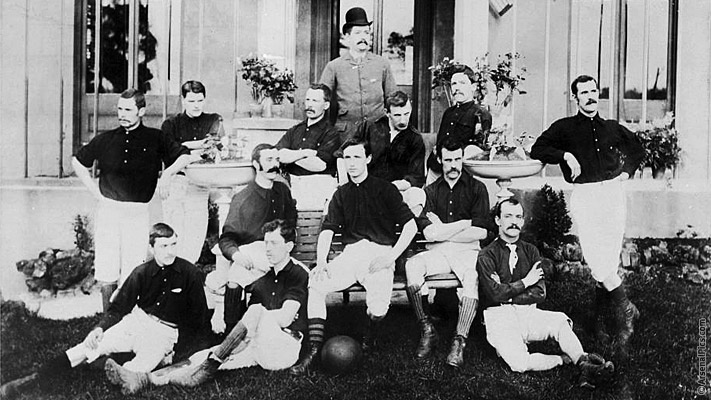
La squadra del Royal Arsenal nella stagione 1888–1889.

L'Arsenal fu costituito come Dial Square nel 1886 da un gruppo di operai impiegati dell'officina Dial Square nel Royal Arsenal, una fabbrica di armamenti di Woolwich, nella Londra sud-orientale. Il club era gestito da uno scozzese, David Danskin, che comprò il primo pallone da calcio della squadra, e Jack Humble, insieme ai quali figurava l'ex portiere del Nottingham Forest Fred Beardsley, che più tardi avrebbe ottenuto, con Morris Bates, una partita di completi rossi dalla sua vecchia squadra, dando così all'Arsenal i colori che ancora oggi compaiono sulle maglie del club. Il Dial Square giocò la sua prima partita l'11 dicembre 1886 contro gli Eastern Wanderers in un campo all'aperto nell'Isle of Dogs, vincendo per 6–0. Poco dopo, a Natale, il club fu rinominato Royal Arsenal. Inizialmente la squadra giocò nel Plumstead, ma poi cercò sedi alternative. Dapprima lo Sportsman Ground di Plumstead e poi l'adiacente Manor Ground nel 1888. Le scarse infrastrutture di quest'ultimo spinsero il club a spostarsi al vicino Invicta Ground nel 1890, ma nel 1892 tornarono al Manor Ground a causa di un affitto troppo costoso.
In questo periodo il Royal Arsenal cominciò a vincere trofei locali: la Kent Senior Cup e la London Charity Cup nel 1889–1890 e la London Senior Cup nel 1890–1891. Nel 1889–1890 fece anche il suo primo ingresso in FA Cup. L'abisso tra l'Arsenal e le formazioni professionistiche della Northern England divenne però così evidente che si prospettò il serio pericolo che alcuni giocatori potessero abbandonare la squadra per trasferirsi presso quelle da cui avrebbero ricevuto maggiore denaro. Dopo una partita di FA Cup del 1891 tra Derby County e Arsenal, gli avversari tentarono di mettere sotto contratto professionistico due calciatori amatoriali dell'Arsenal. Per questo motivo nello stesso anno il Royal Arsenal decise di diventare professionistico e di cambiare nome in Woolwich Arsenal.
Il passaggio al professionismo del Woolwich Arsenal fu guardato con disapprovazione da molti club amatoriali della Southern London, così da spingere la London Football Association a bandire l'Arsenal dalle competizioni locali. Con amichevoli e turni di FA Cup come uniche partite cui prendere parte, il Woolwich Arsenal cercò di fondare un equivalente meridionale della Football League, ma il progetto fallì. Il futuro del Woolwich Arsenal parve tetro fino a che la Football League non venne in suo soccorso, invitandolo ad affiliarsi all'organizzazione nel 1893. L'Arsenal fu il primo club meridionale ad entrare nella League, inizialmente aggregandosi alla Second Division. In risposta alcuni giocatori amatoriali del club che rifiutavano il professionismo e volevano una squadra di operai che rappresentasse soltanto il Royal Arsenal si separarono per costituire il Royal Ordnance Factories, che ebbe, però, vita breve.

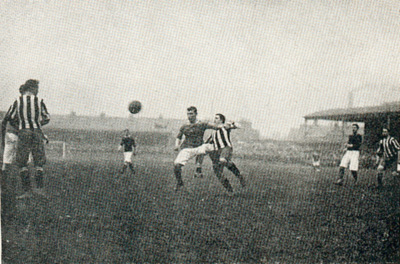
Il Woolwich Arsenal (in tenuta scura) affronta il (in tenuta striata) in semifinale di FA Cup – la prima nella storia del club – al Victoria Ground di Stoke il 31 marzo 1906. Il Newcastle vinse per 2–0.

Il Woolwich Arsenal militò in Second Division per undici stagioni, occupando generalmente la metà della classifica prima che Harry Bradshaw venisse nominato tecnico nel 1899; Bradshaw guadagnò la promozione in First Division nel 1903–1904 tramite acquisti di prima grandezza quali il portiere Jimmy Ashcroft (primo nazionale inglese dell'Arsenal) e il capitano Jimmy Jackson. Purtuttavia Bradshaw si trasferì al Fulham nel maggio 1904 prima che i Gunners giocassero una partita nella massima serie. Nonostante alcuni ottimi risultati in Coppa d'Inghilterra — semifinalista sia nel 1905–1906 sia nel 1906–1907 — l'Arsenal non fu mai in grado di competere per il titolo nazionale, finendo solo due volte sopra il decimo posto in First Division tra il 1904 e il 1913.
La crisi finanziaria che la società attraversava da tempo fu la principale causa di questo declino.
Nonostante il boom del calcio nei primi anni del XX secolo, l'isolamento geografico del club nell'area poco popolosa di Plumstead (allora alla periferia della Londra urbana), significò scarsa affluenza di pubblico e, quindi, bassi guadagni. Per rimanere a galla il Woolwich Arsenal dovette a malincuore cedere stelle di prima grandezza quali Ashcroft, Tim Coleman e Bert Freeman. Questo comportò un lento inesorabile scivolare verso il fondo della classifica che aggravò notevolmente la già precaria situazione finanziaria: infatti l'affluenza allo stadio crollò vertiginosamente. Alla fine del decennio il Manor Ground registrava una media di circa 11.000 spettatori a partita, poco più della metà di quanto si era registrato nel 1904.
Il club era vicino al fallimento e nel 1910 andò in liquidazione volontaria prima di essere acquistato da un consorzio di uomini d'affari, il maggiore azionista dei quali era il magnate Sir Henry Norris, presidente del Fulham.

## Trasferimento ad Highbury (1910–1925)
Norris era perfettamente consapevole dei problemi legati alla collocazione geografica del Woolwich Arsenal e si adoperò alacremente per migliorare gli introiti del club. Per prima cosa Norris provò a fondere il Woolwich Arsenal con l'altro club di sua proprietà, il Fulham. Bloccato in questa operazione dalla Football League, abbandonò l'idea di una fusione e progettò di trasferire il club altrove, comprando alla fine un sito ad Highbury, North London. Nonostante le obiezioni dei tifosi che avevano sede a Woolwich e dei residenti di Highbury, Norris portò tenacemente a termine lo spostamento. Come riportano alcuni documenti spese 125.000 sterline (approssimativamente 8,2 milioni di sterline nel mercato del 2005) per la costruzione del nuovo stadio, disegnato da Archibald Leitch, sul terreno di gioco di un college di teologia. Il Woolwich Arsenal vi si trasferì nel periodo prestagionale del 1913, dopo essersi piazzato all'ultimo posto ed essere retrocesso in Second Division nel 1912–1913. Nell'aprile 1914 cancellò "Woolwich" dal suo nome, ma benché si chiamasse ufficialmente "Arsenal", sulle prime la stampa dell'epoca spesso si riferiva al club come "L'Arsenal".
Nel 1919 la società entrò nuovamente e in modo controverso nella First Division, ancorché si fosse classificata soltanto sesta nel 1914–1915, l'ultima stagione di calcio professionistico prima dello scoppio della prima guerra mondiale — anche se un errore nel calcolo della media gol determinò il piazzamento dell'Arsenal al quinto posto, errore cui la Football League pose rimedio nel 1975. La partecipazione alla First Division fu estesa da 20 a 22 squadre e le due nuove compagini scelte al meeting annuale generale della Football League. Uno dei posti in più fu riservato al Chelsea, piazzatosi 19º in First Division e quindi già retrocesso; l'altro sarebbe potuto andare al Tottenham, 20° e anch'esso retrocesso, o al Barnsley o ai Wolves, che si erano classificati rispettivamente al terzo e al quarto posto in Second Division.
La League decise invece di promuovere l'Arsenal, quinto, per ragioni storiche al di là del merito. Norris sostenne che l'Arsenal doveva essere ammesso in massima divisione per il suo "lungo servizio reso al calcio professionistico", essendo stato il primo club della League proveniente dal sud. L'esecutivo della League fu d'accordo e votò con diciotto preferenze e otto pareri contrari la promozione dell'Arsenal a scapito dei rivali locali del Tottenham Hotspur, fatto che rinfocolò l'annosa inimicizia tra i due club. Si insinuò che la decisione fu il frutto di accordi sotterranei o persino di una vera e propria corruzione perpetrata da Sir Henry Norris, colluso con l'amico John McKenna, presidente del Liverpool, e la Football League, che caldeggiò la promozione dell'Arsenal al meeting annuale generale.
Non fu mai provato che furono compiute malefatte, anche se altri aspetti delle operazioni finanziarie di Norris non correlati alla controversia sulla promozione hanno alimentato speculazioni sulla questione. Norris si dimise come presidente e abbandonò il club nel 1929, quando fu riconosciuto colpevole di irregolarità finanziarie dalla Football Association. Si provò che aveva abusato dei vantaggi derivanti dalle spese e intascato i ricavi della vendita del bus della squadra dell'Arsenal. L'Arsenal è rimasto da allora in massima serie, tanto che detiene il primato inglese della più lunga ininterrotta militanza nella divisione calcistica di vertice.
Il trasferimento ad Highbury volle dire folle molto più nutrite. La media di pubblico nella prima stagione dell'Arsenal ad Highbury fu, difatti, di 23.000 spettatori (molti se paragonati agli 11.000 del Manor Ground) e aumentò ancora dopo la promozione del 1919, respingendo infine lo spettro della rovina finanziaria. Tuttavia il ritorno dell'Arsenal in First Division non fu immediatamente vincente. Sotto la guida di Leslie Knighton il club non concluse mai il campionato al di sopra del nono posto e nel 1923–1924 andò vicino al ritorno in Second Division, classificandosi 19º ad un solo punto dalla zona retrocessione. L'Arsenal non fece di meglio nella stagione seguente, piazzandosi al 20º posto (sebbene paradossalmente la squadra si trovasse in una posizione di classifica molto più confortante, a sette punti dalla zona retrocessione). Per Norris fu abbastanza per sollevare Knighton dall'incarico nel maggio 1925, per ingaggiare in suo luogo l'allenatore del Huddersfield Town Herbert Chapman.

## L'era Chapman (1925–1934)

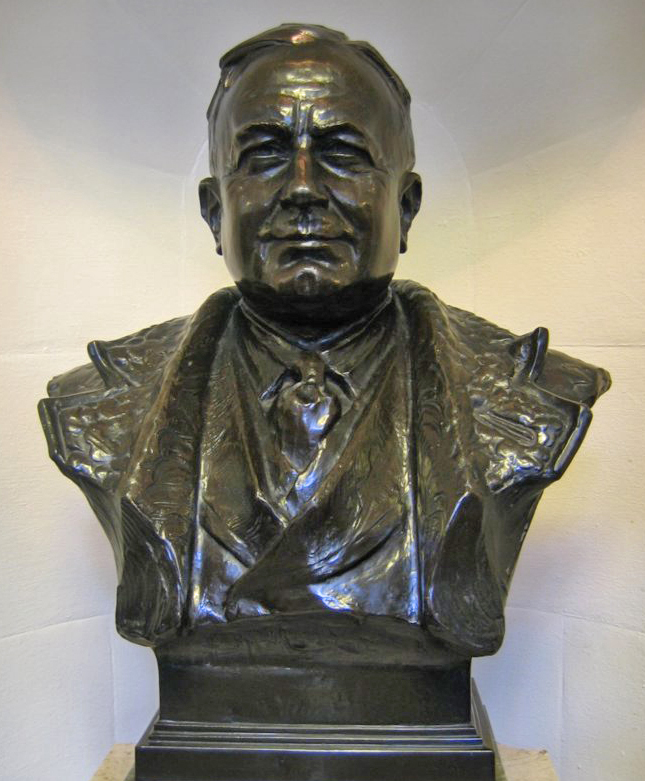
I successi di Herbert Chapman sono commemorati con un busto bronzeo posto all'interno della hall marmorea dell'Arsenal Stadium.

Chapman riformò molte attività della società, innovando, per esempio, le modalità di preparazione atletica e le tecniche di fisioterapia, aggiungendo i numeri alle maglie dei giocatori nell'agosto 1928 e cambiando i colori della squadra tramite l'aggiunta di maniche bianche alla tenuta rossa nel marzo 1933. Chapman insistette anche sull'eliminazione da parte della stampa dell'articolo determinativo dal nome del club, che divenne semplicemente "Arsenal", e condusse una campagna di successo per la ridenominazione della locale metropolitana da Gillespie Road ad Arsenal tube station.
Nel contempo Chapman poté disporre di un cospicuo budget per la campagna trasferimenti, derivante dai sostanziosi introiti del nuovo stadio. Influì anche il cambiamento della condotta dirigenziale di Henry Norris, sulle prime un presidente cauto e ora deciso a investire consistenti somme di danaro nell'acquisto di nuovi giocatori.
Il primo acquisto di Chapman fu il veterano Charlie Buchan dal Sunderland, che avrebbe ricoperto un ruolo decisivo anche fuori dal campo. Dopo la sconfitta dell'Arsenal per 7–0 contro il Newcastle Utd nell'ottobre 1925, propose un cambiamento nella formazione in modo da adattarsi ad un'attenuazione della regola del fuorigioco. La modifica consisteva nel disporre la squadra secondo la piramide WM, rinforzando la difesa con l'arretramento al centro della retroguardia del centrocampista centrale e dislocando i difensori centrali sulle ali. Negli anni Chapman sviluppò ulteriormente il modulo, concentrandosi sulla necessità di disporre di una linea d'attacco rapida, di ali che tagliassero verso il centro, e di un centrocampista creativo che sapesse manovrare con sapienza il pallone.
L'Arsenal si piazzò secondo nella prima stagione di Chapman, il 1925–1926. Fu il migliore piazzamento sino a quel momento della storia del club, ma fu un evento isolato. Nelle stagioni successive, infatti, la squadra stazionò nelle zone centrali della classifica, mentre Chapman si impegnava ad assemblare una rosa competitiva, concludendo importanti acquisti come l'ala Joe Hulme, l'attaccante Jack Lambert e i difensori Tom Parker ed Herbie Roberts. Nel 1926–1927 l'Arsenal raggiunse la prima finale di FA Cup della sua storia, che perse per 1–0 contro il Cardiff City, dopo che l'estremo difensore dell'Arsenal Dan Lewis si era lasciato passare tra le braccia un pallone apparentemente innocuo, poi finito in rete; unico caso nella storia in cui la FA Cup non fu vinta da un club inglese.
Chapman non si scoraggiò e continuò a costruire la squadra, mettendo sotto contratto il futuro capitano Eddie Hapgood e tre dei più grandi attaccanti della storia del club, David Jack, Alex James e Cliff Bastin. Si distinse specialmente Alex James, il creatore di gioco dell'Arsenal a centrocampo, che forniva assist per la linea d'attacco e le ali e fu celebrato come il "motore" della formazione londinese. Tre anni dopo la prima finale di FA Cup, nel 1929–1930, l'Arsenal raggiunse ancora la finale di Wembley, questa volta contro il vecchio club di Chapman, l'Huddersfield Town. La partita rimase celebre perché i giocatori furono infastiditi dal ronzio dell'enorme dirigibile tedesco Graf Zeppelin, ma quelli dell'Arsenal non furono distratti dal rumore e vinsero per 2–0 con reti di James e Lambert, conquistando, così, il primo trofeo di rilievo nella storia della società.
Fu questo il primo successo di un decennio in cui l'Arsenal sarebbe stato il club egemone in Inghilterra. Vinse per la prima volta la First Division nel 1930–1931 e si rese autore di ottime prestazioni in una corsa per il titolo ricca di gol con l'Aston Villa, facendo registrare larghe vittorie (7–1 contro il Blackpool, 7–2 contro il Leicester City e 9–1 contro il Grimsby Town, che resta il record societario per la massima serie). L'Arsenal vinse il titolo con due turni di anticipo e concluse la stagione con 127 reti messe a segno (altro primato per il club), anche se l'Aston Villa riuscì a realizzarne 128, cifra che è tuttora il record di gol fatti in una sola stagione nella massima divisione inglese.
Nella stagione seguente l'Arsenal raggiunse nuovamente la finale di FA Cup, che perse in modo controverso contro il Newcastle Utd. In vantaggio per 1–0 grazie a un gol di Bob John, si fece raggiungere da una rete del Newcastle realizzata dopo che un lungo lancio aveva oltrepassato la linea per poi essere ricalciato fuori dalla porta; L'ala del Newcastle Jimmy Richardson crossò il pallone al centro dell'area e Jack Allen pareggiò per i Magpies. Poi si ripeté nel secondo tempo, fissando il risultato sul 2–1. L'amarezza dell'Arsenal fu intensificata dal fatto che l'Everton era prevalso nella lotta per il titolo 1931–1932. Infatti, a causa di un negativo inizio di stagione, i londinesi furono costretti ad inseguire gli avversari per la maggior parte della stagione, che il club concluse a due punti dalla testa della graduatoria.
La squadra si riscattò nell'annata successiva, in cui mise in bacheca il suo secondo titolo di League. Dopo aver cominciato la stagione malamente, ottenne una lunga serie di vittorie che le consentì di raggiungere e poi sorpassare i rivali dell'Aston Villa, sconfitti per 5–0 ad Highbury in aprile nella partita che decretò il successo finale dell'Arsenal. I primi acquisti di Chapman, però, avevano iniziato a mostrare i segni dell'età, così con un occhio rivolto al futuro Chapman promosse George Male in prima squadra in luogo di Tom Parker e mise sotto contratto Ray Bowden per sostituire David Jack. L'unica macchia della stagione fu una clamorosa sconfitta contro il Walsall, club della Third Division North, nella FA Cup. In quell'incontro cinque titolari erano indisponibili per infortunio o influenza e furono rimpiazzati da riserve, ma, nonostante la presenza di sei titolari, l'Arsenal perse per 2–0 in uno degli eventi più inopinati nella storia della FA Cup. Uno dei panchinari, Tommy Black, concesse un calcio di rigore che valse al Walsall il secondo gol, e fu ceduto da un irato Chapman al Plymouth già una settimana dopo il risultato, mentre l'attaccante Charlie Walsh, altro rincalzo, si trasferì al Brentford una settimana più tardi.
Questo periodo è impreziosito dalla conquista di quattro Community Shield (la Supercoppa d'Inghilterra) conquistate tra il 1930 e il 1934, tutte ad eccezione di quella del 1932, che l'Arsenal non disputò non avendo vinto né il campionato né la FA Cup.

## Untrebledi titoli di League (1934–1939)

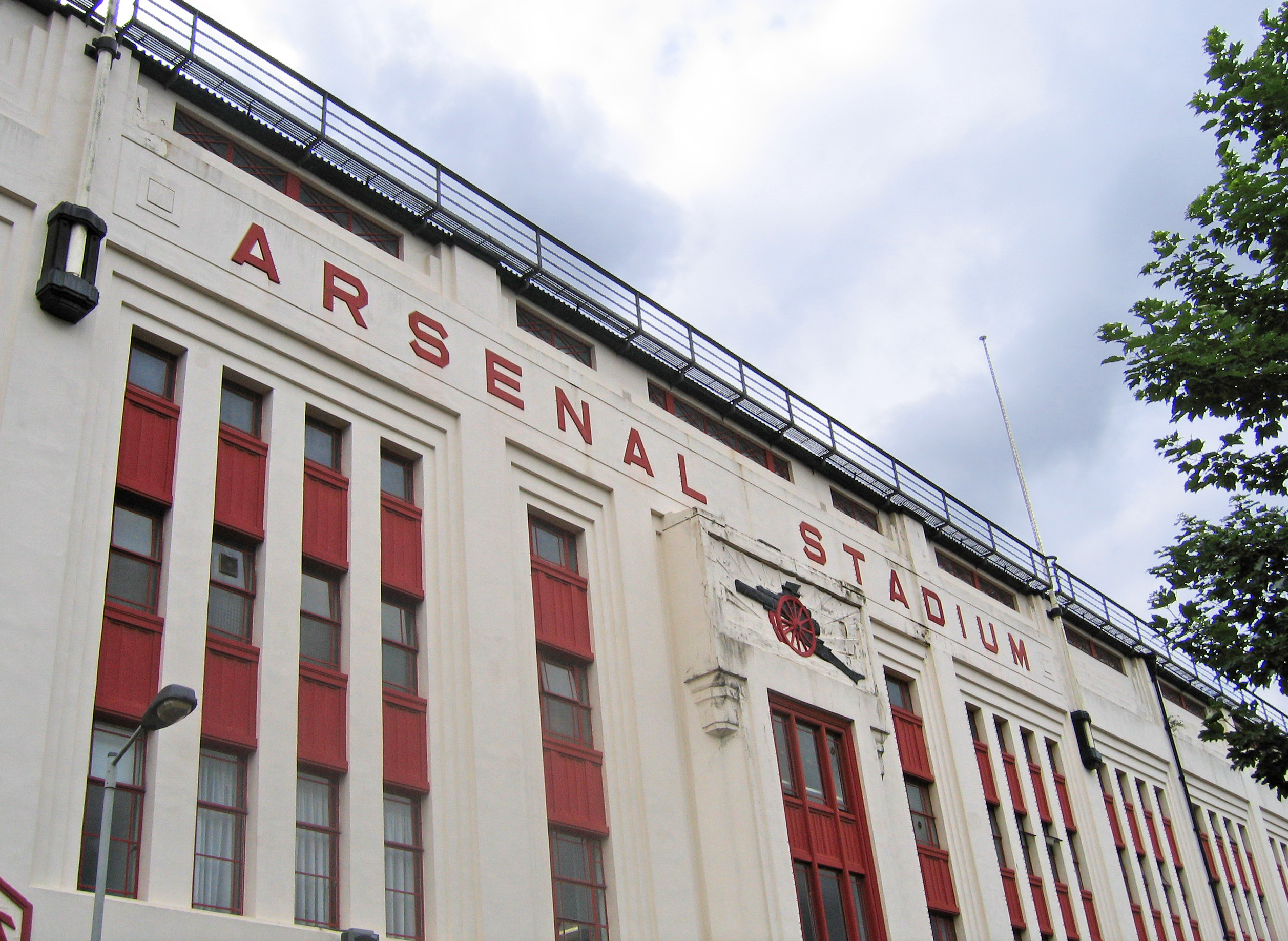
La East Stand dell'Arsenal Stadium, costruita nel 1936.

L'Arsenal aveva iniziato molto bene la stagione 1933–1934, ma nel gennaio 1934 Herbert Chapman morì improvvisamente di polmonite. Ciò nonostante, con il traghettatore Joe Shaw in panchina, la squadra londinese si confermò Campione d'Inghilterra, anche se non fu la squadra offensiva della stagione precedente. Hulme e James furono lontani dai campi da gioco per larga parte del torneo a causa di infortuni, così i Gunners segnarono solo 75 reti, poche se paragonate alle 118 del 1932–1933.
George Allison, già dirigente del club, assunse l'incarico di team manager nell'estate 1934 e mise mano ad una campagna acquisti importante, ingaggiando i centrocampisti Jack Crayston e Wilf Copping e l'attaccante Ted Drake. Con questi nuovi giocatori l'Arsenal conquistò il suo terzo titolo consecutivo nel 1934–1935 e tornò ad esprimere il miglior attacco della League: Drake stabilì il record societario di 42 reti e la stagione fu accompagnata da una serie di goleade che rievocarono quelle del 1930–1931 (come il 7–0 al Wolverhampton, l'8–1 al Liverpool e i due 8–0, contro Leicester City e Middlesbrough). Una misura della grande forza dell'Arsenal fu data nel novembre 1934, quando sette giocatori del club partirono da titolari nell'Inghilterra che batté l'Italia campione del mondo in carica per 3–2, nella cosiddetta "Battaglia di Highbury". È un primato che sussiste ancora per un club inglese.
I successi dell'Arsenal attirarono sempre più pubblico. Lo stadio di Highbury fu completamente ristrutturato, le tribune di Leitch (del 1913) demolite e sostituite da moderni spalti in stile art déco, parti delle quali rimangono ancora oggi. La facciata della East Stand è classificata come opera di secondo grado nella classificazione dei monumenti inglesi, ed entrambe le facciate sono state conservate nell'opera di trasformazione di Highbury in un moderno complesso residenziale. Nel frattempo le terrazze della North Bank e della Clock End furono dotate di tetti. Il nuovo stadio fece registrare il record di affluenza (73.295 spettatori) il 9 marzo 1935 nell'occasione di una partita contro il Sunderland.
L'egemonia dei Gunners nel decennio fu sancita da una seconda vittoria in FA Cup nel 1935–1936. In finale bastò l'1–0 con gol di Drake contro lo Sheffield Utd. Ciò nonostante la corsa per il titolo inglese si arrestò prima del previsto. Dopo il successo del 1934–1935, infatti, la squadra risentì del ritiro di Alex James, del quale non si trovò un degno sostituto, e dei seri infortuni occorsi a Herbie Roberts e Joe Hulme. Il quinto titolo arrivò comunque nel 1937–1938, battendo sul traguardo il Wolverhampton all'ultima giornata. La vittoria del titolo nazionale permise ai londinesi di disputare la finale di Community Shield (persa nelle due finali precedenti prima per 1-0 contro lo Sheffield Wednesday e poi per 2-0 contro il Manchester City), che fu giocata contro il Preston North End e fu vinta per 2-1. Fu il suggello a un decennio memorabile.

## Seconda guerra mondiale (1939–1945)
Poco prima dello scoppio della seconda guerra mondiale, nel 1939, in Gran Bretagna il calcio professionistico di primo livello fu sospeso e la stagione 1939–1940 annullata. Highbury fu scelto come stazione dell'ARP e alle spalle della Clock End si posizionò un pallone frenato di uso militare (pallone da sbarramento). Durante il bombardamento nazista su Londra del 1940–1941 una bomba cadde sulla North Bank, distruggendone il tetto e facendo divampare un incendio sul suo terrazzo. Quando Highbury era chiuso l'Arsenal giocò i match casalinghi al White Hart Lane, sede dei rivali del Tottenham Hotspur. Le partite disputate nel periodo bellico non contano ai fini delle statistiche. Difatti le competizioni si svolsero su base regionale e spesso le squadre che vi presero parte non completavano un'intera stagione agonistica. Molti giocatori entrarono nelle file delle forze armate come allenatori o istruttori e si assentarono per lungo tempo dalle proprie sedi e dai propri club, venendo impiegati, invece, come "ospiti" da altre squadre. L'Arsenal conquistò la Football League War Cup South nel 1942–1943 e i titoli di London o Southern League nel 1939–1940, nel 1941–1942 e nel 1942–1943.
Nel novembre 1945, a campionato ancora sospeso, l'Arsenal fu tra le squadre che giocarono contro la Dinamo Mosca nel corso della tournée del club moscovita nel Regno Unito. Molti giocatori erano ancora impegnati nelle forze armate all'estero, perciò il club, seriamente decimato, dovette schierare sei giocatori "ospite", fra i quali Stanley Matthews e Stan Mortensen, il che spinse la Dinamo a dichiarare che in realtà affrontavano una selezione inglese, anche se tre dei componenti della squadra erano gallesi. In ogni caso la Dinamo stessa annoverava nella sua formazione Vsevolod Bobrov, in prestito dal CSKA Mosca. La partita, svoltasi al White Hart Lane, cominciò nella nebbia. La svelta e tecnicamente esperta Dinamo prevalse con il punteggio di 4–3, sebbene l'Arsenal conducesse per 3–1 all'intervallo.
Quantunque gli storici concordino sul risultato (ma non sulla cronaca della partita), quanto ai marcatori vi sono pareri discordanti. I cronisti inglesi avanzarono il sospetto che la Dinamo a un certo punto della partita avesse messo in campo dodici giocatori e avesse provato ad esercitare pressioni sull'arbitro per ottenere la sospensione dell'incontro con gli ospiti in svantaggio. D'altro canto i russi accusarono l'Arsenal di gioco persistentemente falloso e George Allison di aver scommesso del danaro sul risultato (accusa poi ritirata). La situazione, quindi, produsse un clima tutt'altro che amichevole. L'acrimonia dopo la partita fu tale da spingere lo scrittore George Orwell a comporre nel 1945 il saggio The Sporting Spirit, in cui dissertò sulla natura della sportività, giungendo a definirla "guerra senza lo sparo". Con la nebbia che oscurò gran parte delle azioni, per non parlare delle barriere linguistiche e dei sospetti reciproci tra le due compagini tipici degli albori della guerra fredda, è comprensibile come non possa emergere un resoconto affidabile circa la partita.

## Secondo dopoguerra (1945–1966)

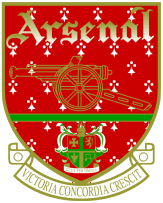
Nel 1949 l'Arsenal adottò questo stemma rosso, che fu rimpiazzato nel 2002.

La guerra costò la vita a nove giocatori dell'Arsenal — che risultò, così, la squadra di massima serie più colpita dal conflitto — e accorciò la carriera a molti altri, come Bastin e Drake. A ciò si aggiunse il duplice fardello finanziario rappresentato dai debiti per la costruzione di Highbury e dai costi di riparazione delle distruzioni della guerra. Così, quando nel 1946 ripartirono le competizioni calcistiche professionistiche, l'Arsenal dovette profondere enormi sforzi per non soccombere sul campo e a livello dirigenziale. Nel terzo turno della FA Cup 1945–1946 perse per 6–1 tra andata e ritorno contro il West Ham United e nel 1946–1947, alla ripresa del campionato, si classificò 13°, il peggiore piazzamento dei 17 anni precedenti. George Allison decise di ritirarsi dall'attività agonistica alla fine di quella stagione e fu rimpiazzato dal suo assistente Tom Whittaker, da lungo tempo nei ranghi della società e già allenatore sotto la gestione Chapman.
Whittaker colse immediati successi, vincendo il titolo nel 1947–1948. La difesa, guidata dal capitano Joe Mercer, si dimostrò validissima, così come il tandem d'attacco Reg Lewis-Ronnie Rooke. L'Arsenal, ultimo a ottobre, fu artefice di una straordinaria rimonta e chiuse il campionato con sette punti di vantaggio sulla seconda. L'edizione 1948 della Community Shield fu giocata contro il Manchester United. Sui "Rec Devils", l'Arsenal si impose con uno spettacolare 4-3, ottenendo il suo sesto successo in questa coppa. Tuttavia, data l'età non più giovane della squadra (Rooke e Mercer avevano superato i trenta, come Denis e Leslie Compton), non era possibile un successo a lungo termine. Così Whittaker aveva acquistato i giovani Doug Lishman, Alex Forbes e Cliff Holton. Benché l'Arsenal non fosse in grado di competere anche minimamente per la conquista del titolo, con i nuovi innesti vinse la FA Cup nel 1949–1950, messa in bacheca dopo aver battuto per 2–0 il Liverpool in virtù di una doppietta di Reg Lewis.
Il 1951–1952 vide i Gunners sfiorare il double ma terminare la stagione senza trofei. Una serie di infortuni e un calendario molto fitto di impegni nel finale di stagione costarono, difatti, all'Arsenal un periodo di appannamento. Il club perse le ultime due partite stagionali, compresa quella, poi rivelatasi determinante, contro i futuri campioni del Manchester Utd all'Old Trafford all'ultimo turno. Gli avversari si imposero con il perentorio punteggio di 6–1, costringendo l'Arsenal al terzo posto, a pari merito con il Tottenham. Una settimana più tardi la squadra di Whittaker affrontò il Newcastle United nella finale della FA Cup 1951–1952, con una formazione in cui figuravano diversi giocatori che avevano recuperato all'ultimo momento da infortuni. Al trentacinquesimo minuto Walley Barnes uscì per una slogatura al ginocchio (allora non erano ammesse sostituzioni). L'Arsenal, ridotto in dieci uomini, dovette poi far fronte alle uscite dal campo degli acciaccati Holton, Roper e Daniel, che ridussero a sette il numero dei suoi calciatori in campo. Avvantaggiato dalla superiorità numerica, il Newcastle vinse per 1–0 con una rete di George Robledo.
Malgrado la delusione, nel 1952–1953 i londinesi si aggiudicarono il loro settimo campionato, uno dei più combattuti della storia. A soccombere fu il Preston N.E. per una peggior media reti, dopo che le squadre avevano concluso il torneo ex aequo. In verità il Preston, battuto l'Arsenal per 2–0 al Deepdale alla penultima giornata, pareva essersi assicurato la vittoria finale, ma i Gunners rimontarono e vinsero contro il Burnley (3–2) ed ebbero la meglio per uno 0.099 in più nella media dei gol. Sempre nel 1953, l'Arsenal conquisto anche la sua settima Community Shield sconfiggendo il Blackpool per 3-1. Sarebbe stato quello l'ultimo trofeo dell'Arsenal nei successivi diciassette anni. Specie dopo la morte inaspettata di Tom Whittaker nell'ottobre 1956, infatti, il club avrebbe conosciuto un'epoca di declino.
Incapace di attirare le maggiori stelle del calcio (tranne Jack Kelsey, nazionale gallese) a causa dei risultati mediocri, la squadra perse anche alcuni tra i suoi migliori giocatori, come David Herd, che si accasarono presso club di maggiore successo. Jack Crayston e George Swindin, ex calciatori dell'Arsenal, presero il timone della società dopo la scomparsa di Whittaker, ma non ne emularono i successi. Se si esclude il terzo posto del 1958–1959 e il quinto del 1955–1956 e del 1956–1957, l'Arsenal di solito si classificò a metà classifica. In FA Cup non andò meglio. Raggiunta la finale del 1951–1952, la squadra non riuscì a superare i quarti di finale fino al 1970–1971. Per di più gli arcirivali del Tottenham Hotspur avrebbero vinto campionato e coppa nazionale nel 1960–1961.
Nel 1962 l'Arsenal fece l'audace — ma, alla prova dei fatti, infruttuoso — tentativo di nominare allenatore l'ex capitano di Inghilterra e Wolverhampton Billy Wright, nonostante la sua mancanza di esperienza come tecnico e il fatto che non conoscesse l'ambiente. Come i suoi due predecessori Wright non raccolse i successi sperati, anche se fu sotto la sua gestione che il club debuttò nelle coppe europee, precisamente nella Coppa delle Fiere 1964, grazie al settimo posto ottenuto nel 1962–1963. Nell'ultima stagione di Wright l'Arsenal si classificò 14°, il peggior piazzamento dei 36 anni precedenti, e fece registrare l'affluenza di pubblico più bassa di sempre ad Highbury — 4.554 spettatori contro il Leeds Utd il 5 maggio 1966. L'unico giocatore dell'Arsenal a figurare nella Nazionale inglese vittoriosa al campionato del mondo 1966 disputato in casa fu George Eastham, che peraltro durante il torneo non mise mai piede in campo. Wright fu esonerato nell'estate 1966 e fu sostituito con il fisioterapista del club Bertie Mee. Mee avrebbe impresso una netta svolta, guidando la compagine della capitale britannica al successo in Europa e in patria nei successivi cinque anni.